# Ladies’ Jazz Festival
Ladies’ Jazz Festival – odbywający się do 2005 roku festiwal muzyczny poświęcony kobietom, które wykonują różne gatunki muzyki jazzowej.
Pomysłodawcą i twórcą festiwalu jest Piotr Łyszkiewicz – organizator, agent i dziennikarz muzyczny.
Festiwal od początku swojego istnienia związany był z Gdynią i Teatrem Muzycznym im. Danuty Baduszkowej na którego scenach odbywa się większość koncertów.
Od roku 2015 formuła festiwalu została rozszerzona o dodatkowe koncerty, które odbywają się w Filharmonii Kaszubskiej w Wejherowie oraz w przestrzeni miejskiej Gdyni w formie otwartych koncertów plenerowych.

## Historia Festiwalu i występujący na nim artyści
| Data              | Miejsca                                                      | Artyści |
| ----------------- | ------------------------------------------------------------ | --- |
| 2005, 15–17 lipca | Teatr Muzyczny w Gdyni                                       | Łyczacza, Ive Mendes, Stacey Kent, Saskia Laroo, Yvonne Sanchez, Krzysia Górniak                                                                                    |
| 2006, 20–22 lipca | Teatr Muzyczny w Gdyni                                       | Patricia Barber, Tina May, Magda Navarette, Anna Serafińska, Krystyna Stańko, Christina Dahl, Inger Marie Gundersen, Caroline Henderson, Veronica Mortensen         |
| 2007, 12–15 lipca | Teatr Muzyczny w Gdyni                                       | Candy Dulfer, Eliane Elias, Viktoria Tolstoy, Silvana Malta, Aga Zaryan                                                                                             |
| 2008, 10–13 lipca | Teatr Muzyczny w Gdyni                                       | Lizz Wright, Marie So, Toshiko Akiyoshi, Karrin Allyson, Ive Mendes, Dorota Miśkiewicz, Nouvelle Vague                                                              |
| 2009, 9–15 lipca  | Teatr Muzyczny w Gdyni                                       | Me'shell Ndegeocello, Urszula Dudziak, Carmen Cuesta, Dee Dee Bridgewater, No Limits, Nail Quartet, Tigrita Project                                                 |
| 2010, 15–18 lipca | Teatr Muzyczny w Gdyni, Hala Gdynia                          | The Manhattan Transfer, Randy Crawford, The Puppini Sisters, Flora Purim, Gaba Kulka, Octavia Kawęcka, Natalia Grosiak z Micromusic                                 |
| 2011, 22–24 lipca | Teatr Muzyczny w Gdyni                                       | Incognito, Brenda Boykin & Club des Belugas, Fredrika Stahl, Grażyna Auguścik                                                                                       |
| 2012, 19–22 lipca | Teatr Muzyczny w Gdyni                                       | Patricia Barber, Gabriela Anders, Gabin, Lena Ledoff, Hanna Banaszak                                                                                                |
| 2013, 12–14 lipca | Teatr Muzyczny w Gdyni                                       | Dionne Warwick, Akiko, Stacey Kent, Gaba Janusz, Alicja Serowik |
| 2014              | Teatr Muzyczny w Gdyni                                       | Agnieszka Maciaszczyk, Banda Magda, Bardotka Trio, Hanna Woźniak, Saksofonarium, Karolina Śleziak, Krystyna Stańko, Monika Borzym, Monsieur Perrine, Nikki Yanofsky |
| 2015              | Teatr Muzyczny w Gdyni, Miasto Gdynia, Filharmonia Kaszubska | Brenda Boykin & Club des Belugas, Candy Dulfer, Christine Tobin, Dianne Reeves, Kinga Pruś, Łyczacza, Singin’ Birds, Mika Urbaniak, Pullover                        |
| 2016, 8–25 lipca  | Teatr Muzyczny w Gdyni, Miasto Gdynia, Filharmonia Kaszubska | Carmen Moreno i Anna Serafińska, Iza Kowalewska, Kasia Lins, Krystyna Gedzik, Paris Combo, New York Voices, Stacey Kent, Rumer,                                     |